# Katarzyna Popieluch-Bryniarska
Katarzyna Popieluch-Bryniarska (ur. 16 września 1963 w Nowym Targu), polska biegaczka narciarska.
Reprezentantka AZS Zakopane. Olimpijka z Albertville (1992). Uczestniczka MŚ w Val di Fiemme (1991), gdzie zajęła 7. miejsce w sztafecie 4 × 5 km. 3-krotna medalistka Uniwersjady w sztafecie (1987, 1989, 1991). 5-krotna mistrzyni Polski. Mieszka w Stanach Zjednoczonych.